# Saxon occidental
 (octobre 2024).
Le saxon occidental est un des trois ou quatre dialectes du vieil anglais, parlé principalement dans le Wessex.

## Historique
Il est divisé en deux périodes : le « saxon occidental primitif » (Early West Saxon), parlé jusqu’au XIe siècle, et le « saxon occidental tardif » (Late West Saxon), langue littéraire devenue un standard de l’écriture dès le IXe siècle, par la présence d’un important scriptorium dans la grande ville de Winchester.

### Disparition
Le « standard de Winchester » (Winchester standard) a progressivement été abandonné, après la conquête normande de 1066. Les évêques normands importent leurs propres conventions dans les monastères et les scriptoria ; le latin devient le standard pour l’écriture, et l’anglo-normand pour le parlé de l’aristocratie.

### Héritage
Le vieil anglais n’est plus écrit dès le milieu du XIIe siècle, lorsque les derniers scribes saxons décèdent. On trouve encore aujourd’hui des traces orales du saxon occidental dans le West Country, aire culturelle correspondant approximativement à la région de l’Angleterre du Sud-Ouest.

## Compléments
- (en) Cet article est partiellement ou en totalité issu de l’article de Wikipédia en anglais intitulé « West Saxon dialect (Old English) » (voir la liste des auteurs).